# Symbole (football)
Pour les articles homonymes, voir Symbole (homonymie).
Les maillots des équipes de football sont parfois ornés d'écussons qui permettent de déterminer certains titres remportés par ces clubs.

## France

### Champion de France
Jusqu'au milieu des années 1990, le club champion de France en titre avait un liseré tricolore sur le col. Cette tradition s'est maintenant perdue, il est utilisé par les Meilleurs Ouvriers de France (MOF).
En 1995, lors de la dernière journée du championnat, le FC Nantes, déjà assuré du titre de champion, avait joué avec un écusson tricolore, un peu sur le modèle de ce qui se fait en Italie. Cette idée a été reprise par la Ligue de football professionnel en instaurant, au lieu du badge rectangulaire de la compétition, un badge rond, doré et plus gros pour le tenant du titre. Pour la saison 2006-2007, l'Olympique lyonnais arbore un badge spécial marquant que le trophée lui a été définitivement remis. Cependant, le club étant également leader du chalenge de l'offensive, il porte sur la manche le badge de mêmes dimensions bleu et blanc de leader de ce championnat.

## Italie

### Championnat d'Italie de football
C'est sans doute ce pays qui présente le symbole le plus connu du football. Il s'agit du scudetto. C'est un écusson tricolore (vert, blanc, rouge, dans le sens vertical) que le club champion en titre porte au cours de la saison suivante.

### Coupe d'Italie de football
Le détenteur de la Coupe d'Italie porte quant à lui une cocarde tricolore.

## UEFA

### Badge d'honneur
L'UEFA offre définitivement ses trophées aux équipes qui les remportent trois fois consécutivement ou cinq fois en tout. Un nouveau trophée est ensuite remis en jeu. Suivant ce principe, l'UEFA a déjà décerné définitivement cinq trophées de la Coupe d'Europe des clubs Champions. Depuis la saison 2000-2001, les équipes détentrices d'un trophée de la ligue des Champions portent sur le biceps gauche le badge d'honneur de l'UEFA, un écusson ovale bleu sur lequel est dessiné le trophée ainsi que le logo étoile de la ligue des champions. Le nombre de victoires du club dans la compétition est inscrit au-dessus.
Les équipes ayant ce badge d'honneur sont :
- le Real Madrid pour ses six victoires en 1956, 1957, 1958, 1959, 1960 et 1966. La règle d'attribution citée plus haut a été établie au début de la saison 1966-1967, mais l'UEFA souhaitait créer un nouveau design au trophée. L'ancien trophée a donc été offert au Real Madrid qui avait remporté six des onze premières éditions. Le club a remporté un septième, un huitième, un neuvième, un dixième, un onzième, un douzième, un treizième, un quatorzième puis un quinzième trophée en 1998, 2000, 2002, 2014, 2016, 2017, 2018, 2022 et 2024.
- l'Ajax Amsterdam pour ses trois victoires consécutives en 1971, 1972 et 1973. Le club a remporté un quatrième trophée en 1995.
- le Bayern Munich pour ses trois victoires consécutives en 1974, 1975 et 1976. Le club a depuis remporté un quatrième, un cinquième et un sixième trophée en 2001, 2013 et 2020.
- l'AC Milan pour ses cinq victoires en 1963, 1969, 1989, 1990 et 1994. Le club a remporté un sixième et un septième trophée en 2003 et 2007.
- le Liverpool FC pour ses cinq victoires en 1977, 1978, 1981, 1984 et 2005. Le club a remporté un sixième trophée en 2019.
- le FC Barcelone pour ses cinq victoires en 1992, 2006, 2009, 2011 et 2015.
- le Séville FC pour ses cinq victoires en Coupe UEFA/Ligue Europa en 2006, 2007, 2014, 2015 et 2016. Le club sévillan a ensuite remporté un sixième trophée dans cette compétition en 2020.